# Timmiella barbuloides
Timmiella barbuloides är en bladmossart som beskrevs av Mönkemeyer 1927. Timmiella barbuloides ingår i släktet Timmiella och familjen Pottiaceae. Inga underarter finns listade i Catalogue of Life.